# Too Much Coffee Man
Too Much Coffee Man je satirični strip junak Shannona Wheelera.
Strip je duljine od pola do cijele novinske stranice.

## Podatci o strip junaku
Lik je ciničan, okolišno (ekološki) svjestan, pomalo i hipohondričan, antiratno raspoložen, malko paranoičan, naglih skokova raspoloženja, ali često zapadne u depresiju, ovisnik o kavi i duhanu.
Odjeven u njegovo svojstveno frotir-odijelo, s velikom šalicom kave na glavi.
Smrtničko ime:
Djevojka: moguća skrivena ljubav mu je German White Chocolate Woman With Almonds.
Prijatelji/poznanici: Capuccino Man, Too Much Espresso Man, Too Much German White Chocolate Woman With Almonds, Underwater Man ( može iznimno dugo stajati pod vodom ), Too Much Martini Man, Too Much Ice Tea Man, dječak iz susjedstva (kod kojega se prijerečeni nađu na rođendanu, ali ne radi dječakova rođendana )
Nad-sposobnosti i tajna oružja: može popiti iznimno mnogo kave.
Omiljena uzrečica:
Neprijatelji:

## Vanjske poveznice
- Stranica posvećena Too Much Coffee Man-u